# Szaiki Reika
Szaiki Reika (才木玲佳; Hepburn: Saiki Reika; 1992. május 19. –) japán pankrátor, testépítő, J-pop-idol. A Tokyo Joshi Pro Wrestling kereteiben versenyez, korábbi Tokyo Princess Of Princess-bajnoknő.
Szaikit Nogami Akira és Hajasi Kaz készítette fel a Wrestle-1 dódzsóban, és 2016-ban debütált pankrátorként. Ugyanebben az évben csatlakozott a Tokyo Joshi Pro Wrestlinghez. A pankrátori karrierjén túl a Wrestle-1 vezérszurkolói csapatának, a Cheer♡1-nak a tagja, valamint a Deadlift Lolita nevű J-pop-formációban énekel.

## Élete és pályafutása

### Pankrátorként
Szaiki eredetileg a Wrestle-1 vezérszurkoló csapatában táncolt a mérkőzések előtt. Később elkezdett edzeni a dódzsóban, Nogami Akira és Hajasi Kaz irányítása alatt. 2016 márciusában debütált, legyőzte Kimura Hanát.
2016 júniusában a Tokyo Joshi Pro Wrestlingnél kezdett el pankrátorkodni. Augusztusban részt vett a DDT Pro Wrestling rendezvényén, az Ironman Heavymetalweight Championship battle royaljában, sikertelenül. Október 9-én a veterán Kimura Kjóko ellen veszített. 2017 márciusában először vett részt a Tokyo Princess Of Princess bajnokságban, de veszített ellenfele ellen. Júliusban a Tokyo Princess Cup keretében megverte korábbi ellenfelét, Yuu-t, majd a döntőben Szakazaki Juka ellenében megnyerte a versenyt. Augusztusban újra legyőzte Szakazakit és megnyerte a Tokyo Princess Of Princess bajnokságot. Szeptemberben megvédte címét Mizuki ellen, majd novemberben újra, Tacumi Rika ellen. 2018 januárjában elvesztette a címet Jamasita Miju ellen.

### Énekesnőként
Szaiki a Deadlift Lolita nevű kawaii metal együttes tagja, Ladybearddel.

## Fordítás
- Ez a szócikk részben vagy egészben  a   Reika Saiki című angol Wikipédia-szócikk fordításán alapul.  Az eredeti cikk szerkesztőit annak laptörténete sorolja fel. Ez a jelzés csupán a megfogalmazás eredetét és a szerzői jogokat jelzi, nem szolgál a cikkben szereplő információk forrásmegjelöléseként.